# Juanjo Linares Martiáñez
Juan José Linares Martiáñez (Órdenes, La Coruña, 6 de septiembre de 1933 - Madrid, 15 de noviembre de 2009), o simplemente Juanjo Linares, fue un bailarín e investigador español en el campo del baile folclórico español.

## Trayectoria artística
Dejó sin terminar la carrera de Derecho para comenzar con la danza. Fue un estrecho colaborador de Antonio Gades en el Ballet Fuenteovejuna, 1994, en cuya elaboración trabajó como experto en folklore. Durante cuarenta años, se dedicó por entero a investigar las danzas tradicionales de España, a difundirlas y a enseñarlas, desde que en 1970 tuvo que abandonar los escenarios por problemas de salud. Fundó varios grupos de danza, entre ellos Sementes do Arte de Ordes, su villa natal. Linares tenía obras en el repertorio del Ballet Nacional de España, y estaba en posesión de la medalla de las Bellas Artes. También fue condecorado con una de las Medalla de Galicia, en su categoría de Bronce. Es hijo predilecto de Ordes y una calle del municipio lleva su nombre. Fueron discípulos suyos Javier García, que ejerce la docencia en el Colegio Estudio, en el que el folklore hispano es una asignatura más, Manuel Segovia, que dirige la Compañía ibérica de danza o Aída Gómez, que preparaba un trabajo junto a él.
Su colección de trajes regionales se encuentra en el museo municipal de Ordes, Museo Juanjo Liñares, que se inauguró en enero de 2010. Está considerada una de las mejores colecciones de trajes de España.